# Промна (гмина)
Промна (пол. Promna) — сельская гмина (волость) в Польше, входит как административная единица в Бялобжегский повет, Мазовецкое воеводство. Население — 5841 человек (на 2006 год).

## Демография
| Перепись                       | Всего   | Всего | Женщины | Женщины | Мужчины | Мужчины |
| ------------------------------ | ------- | ----- | ------- | ------- | ------- | ------- |
| Единицы                        | человек | %     | человек | %       | человек | %       |
| Население                      | 5650    | 100   | 2759    | 48,8    | 2891    | 51,2    |
| Плотность населения (чел./км²) | 46,8    | 46,8  | 22,9    | 22,9    | 23,9    | 23,9    |

## Сельские округа
1. Бейкув
2. Бейковска-Воля
3. Брониславув
4. Бронишев
5. Дальтрозув
6. Доманевице
7. Фаленцице
8. Фаленцице-Парцеля
9. Фаленцице-Воля
10. Гуры
11. Ядвигув
12. Каролин
13. Лисув
14. Лекарцице
15. Лекарцице-Нове
16. Лекарцице-Старе
17. Мала-Весь
18. Осухув
19. Ольшамы
20. Ольковице
21. Пацев
22. Пекарты
23. Пелинув
24. Пне
25. Промна
26. Промна-Колёня
27. Пшибышев
28. Рыкалы
29. Сельце
30. Станиславув
31. Воля-Бранецка

## Соседние гмины
1. Гмина Бялобжеги
2. Гмина Гощын
3. Гмина Ясенец
4. Гмина Могельница
5. Гмина Варка
6. Гмина Высмежице